# Unionskirche (Kaiserslautern)
Die Unionskirche, früher Lutherkirche und „Kleine Kirche“, ist ein protestantisches Kirchengebäude am Unionsplatz in Kaiserslautern. Sie ist Kulturdenkmal.

## Geschichte
Die Unionskirche wurde in den Jahren 1711 bis 1717 von der lutherischen Gemeinde errichtet. 1784 stifteten die „Lehrer und Zuhörer“ der Hohen Kameral-Schule zu Lautern eine Kanzel. Während der Revolutionskriege am Ende des 18. Jahrhunderts wurde die Kirche im Inneren verwüstet und viele Einrichtungsgegenstände entwendet. Erst nach 1817 wurden umfangreiche Renovierungsarbeiten durchgeführt. 1818 kam es zur Union von Lutheranern und Reformierten und die Kirche wurde Eigentum der neuen Gemeinde.

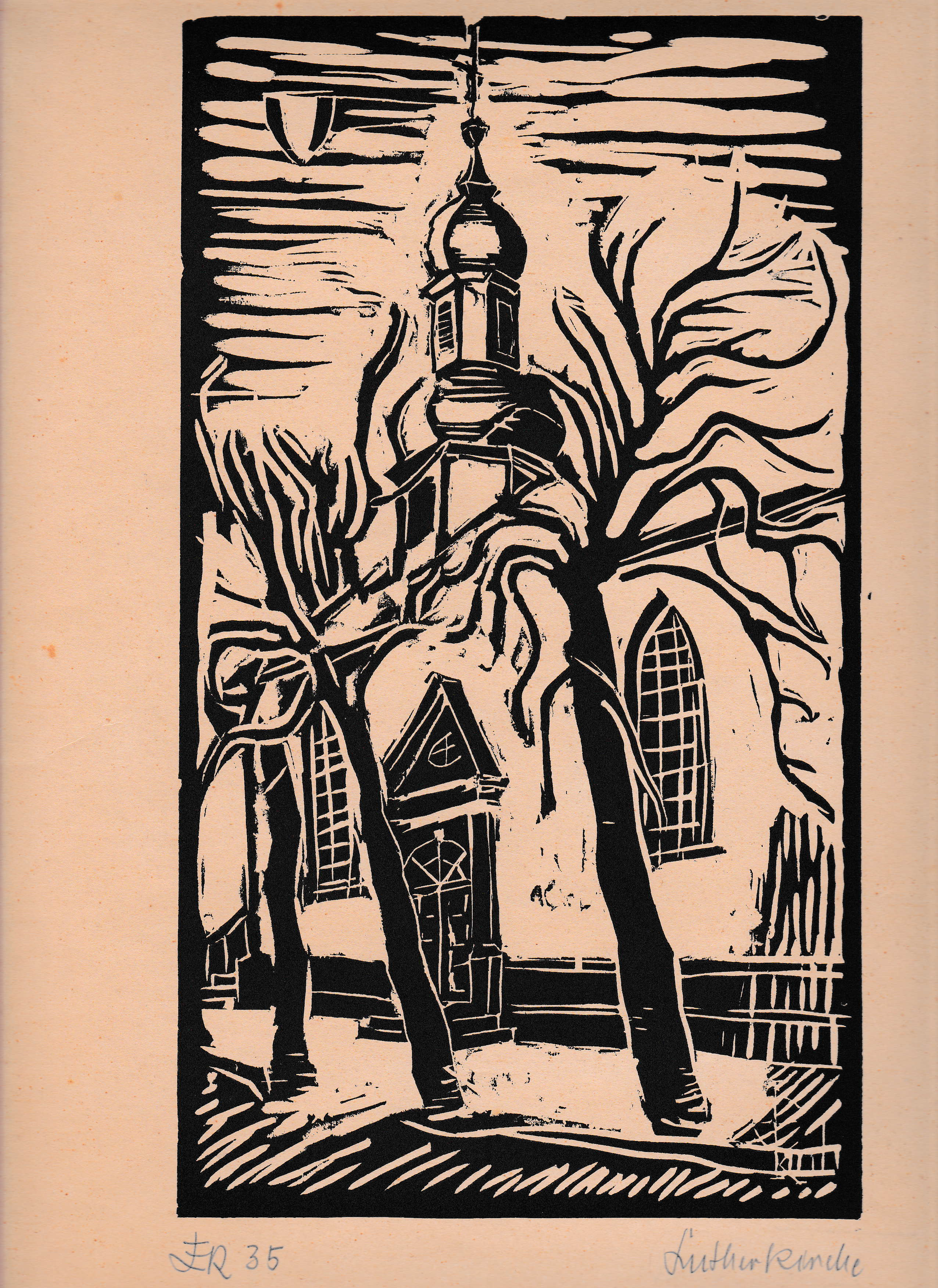
Linolschnitt von 1935

Als eine der wenigen Kirchen überstand die Kirche den Zweiten Weltkrieg. Bis 1950 war sie das einzige nutzbare Gotteshaus der evangelischen Gemeinden in Kaiserslautern. In der Folgezeit wurde die Unionskirche kaum mehr genutzt. Seit den 1960er-Jahren wurde sie Kleine Kirche genannt. 1977/78 benutzte die katholische Nachbargemeinde die Kirche für Gottesdienste, nachdem St. Martin in dieser Zeit renoviert wurde. Zwischen 1991 und 1993 wurde das Bauwerk umfassend renoviert und erst danach wieder häufiger für Gottesdienste, aber auch für Konzerte und Veranstaltungen verwendet.
Im Frühjahr 2018 wurde die Kirche zum Gedenken der 200-jährigen Union zwischen Lutheranern und Reformierten in „Unionskirche“ umbenannt.

## Architektur
Der kleine Saalbau wird von einem Dachreiter mit Welscher Haube aus dem Jahr 1754 gekrönt, der am östlichen Giebel sitzt. Der verputzte Rechteckbau ohne Chor und Seitenschiffe besitzt auf den Längsseiten zwei Fensterachsen mit Stichbogen und ein Eingangsportal mit Pilasterrahmung und Okulus im Dreiecksgiebel. Auch die kurzen Seiten besitzen zwei Fensterachsen mit Stichbogenfenstern.

## Ausstattung

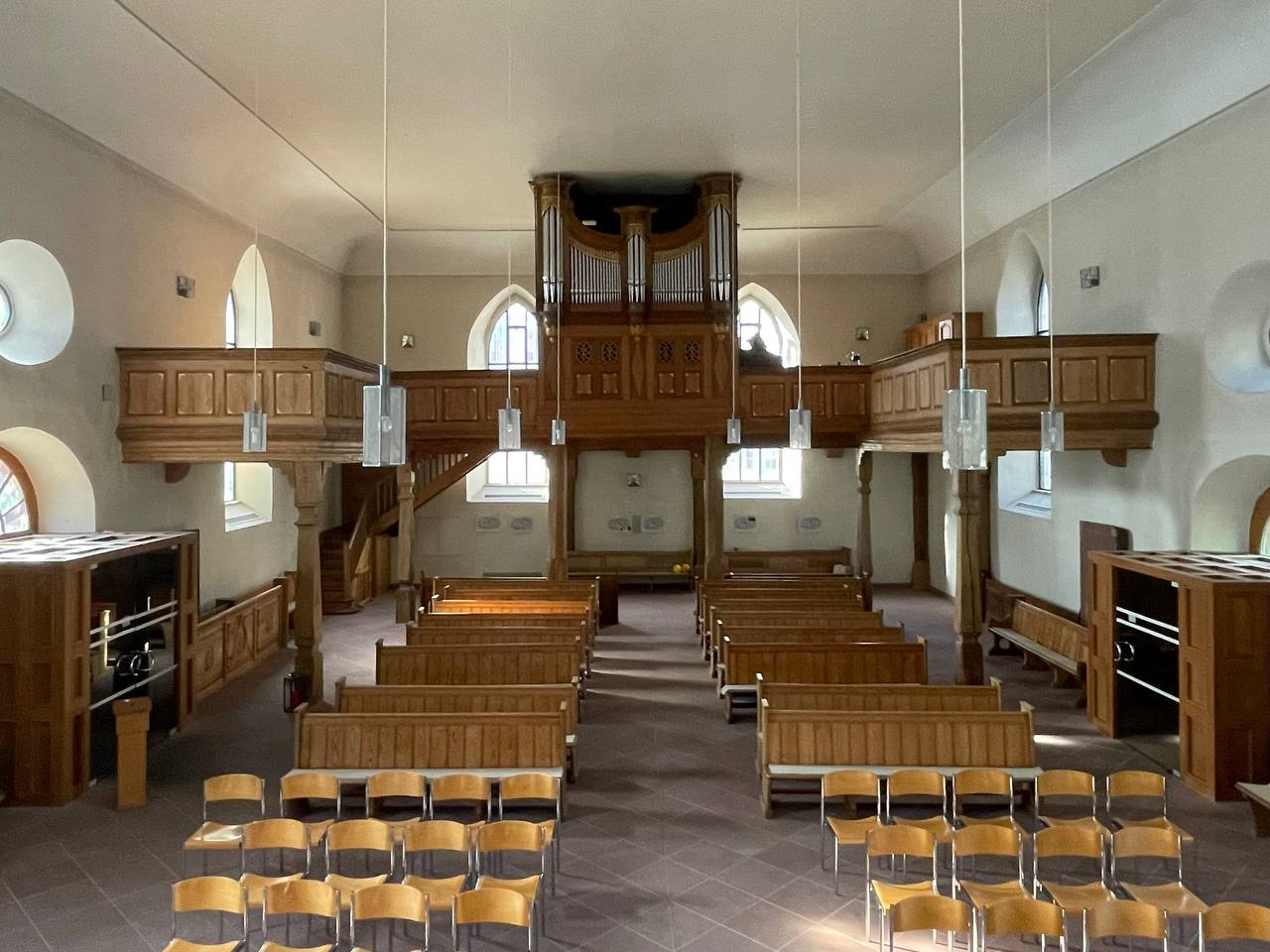
Innenraum mit Orgel (2022)

Der Altar aus dem Jahr 1821, wie auch die Kirchenbänke stammen aus der Stiftskirche. Hinter dem Altar thront eine hölzerne Kanzel mit Schalldeckel aus dem Jahr 1806. Die im Innenraum neben den Eingängen positionierten Grabplatten der beiden lutherischen Kirchenvorsteher Hans Georg Müller und Johannes Peter Christmann befanden sich früher im Außenbereich. Die im inneren flach gedeckte Kirche besitzt noch weitgehend ihre klassizistische Prägung aus dem 19. Jahrhundert.

## Orgel
Die Orgel stammt aus dem Jahr 1910 und wurde von der Firma Walcker erbaut. Dabei wurden Gehäuse und Prospekt der alten Orgel aus den Jahren 1818 bzw. 1825 einbezogen. Das Instrument steht auf einer hölzernen Empore.

## Glocken
Die Kirchenglocke aus dem Jahr 1863 wurde von dem Kaiserslauterer Glockengießer Georg Hamm gegossen und ist die älteste erhaltene der Stadt.